# Xibalbá
Xibalbá [ʃiɓalˈɓa] bedeutet in den Maya-Sprachen „Ort der Angst“. In der Mythologie der Maya war Xibalbá die neunstufige Unterwelt, die unterste Stufe des dreigliedrigen Kosmos und nicht gleichzusetzen mit der Hölle, der Jenseitsvorstellung verschiedener christlicher sowie anderer Religionsgemeinschaften und Kulturen. In Xibalbá verweilten nach dem Glauben der Maya die Ahnen so lange, bis sie diesen Ort nach bestandenen Prüfungen, Kämpfen und auferlegten Leiden verlassen durften. Selbstmörder, Geopferte und Frauen, die im Kindbett starben, stiegen direkt zu den Göttern auf.

## Die Götter von Xibalbá
Xibalbá wurde im Glauben der Maya von verschiedenen Göttern der Unterwelt, auch Herren genannt, beherrscht. Hinzu kamen zahlreiche Tiere und Mischwesen, die sich dort aufhielten.
Die beiden obersten Herren von Xibalbá waren:
- Hun Came („Eins-Tod“)
- Vucub Came („Sieben-Tod“)

Ihnen folgten die zehn weiteren Götter, sie waren:
- Xiquiripat („Eine ausgelegte Schlinge beflügeln“)
- Cuchumaquic („Den Geier niederschmettern“)
- Ahalpuh („Hervorbringer des Eiters“)
- Ahalcana („Hervorbringer der Gelbsucht“)
- Chamiabac („Knochenstab“)
- Chamiaholom („Schädelstab“)
- Quicxic („Blutfeder“)
- Patan („Verursacher von Lasten oder Abgaben“)
- Quicre („Blut ist sein Zahn“)
- Quicrixcac („Blut ist seine Klaue“)

## Mythen
Im „Buch des Rates“ der Quiché, dem Popol Vuh, wird die Geschichte der jungen Heldenbrüder Hunahpú und Ixbalanqué erzählt, die in die Unterwelt Xibalbá hinabstiegen. Dort wurden sie von den Göttern der Unterwelt zu unter anderem zu einem Ballspiel herausgefordert. Sie konnten die Götter schließlich besiegen, nachdem sie, wie im Popol Vuh geschildert, von diesen verbrannt und als Aschehaufen in einen magischen Fluss geworfen worden seien, der ihnen besondere Kräfte verliehen habe und stiegen so als die Götter „Sonne“ und „Mond“ am Himmel auf.
Für die Maya stellten generell Höhlen den Eingang zu Xibalbá dar. In vielen Höhlen auf der Yucatán-Halbinsel wurden Reste von Opfergaben gefunden. Auch heute noch werden in einigen Höhlen Zeremonien zu Ehren der Ahnen und der Götter von Xibalbá abgehalten. Im 16. Jahrhundert wurde u. a. Verapaz, eine Höhle in der Nähe von Cobán in Guatemala, als Eingang zu Xibalbá gehalten.
In einigen Volksgeschichten der Maya ist der Orionnebel der physische Ort von Xibalbá.
Der Kalender der Maya hatte nur 360 Tage. Die restlichen fünf Tage wurden „Unglückstage“ genannt. In diesen fünf Tagen sollten sich die Tore zur Unterwelt öffnen.

## Sonstiges
In seinem Film The Fountain aus dem Jahr 2006 greift der Regisseur Darren Aronofsky den Maya-Mythos von Xibalbá auf, um eine Geschichte über die Themen Tod und Wiedergeburt zu erzählen.